# Clase Nashville
El acorazado clase Nashville era una clase naval de arietes casamata de tres ruedas laterales construidos para la Armada de los Estados Confederados durante la Guerra Civil Estadounidense. Sólo el barco líder de la clase, Nashville, fue comisionado al servicio de la Armada de los Estados Confederados; dos barcos gemelos se dividieron en las existencias antes de que se completaran.
| Buque                                 | Astilllero          | Lanzados         | Completado                                 | Destino                                                                     |
| ------------------------------------- | ------------------- | ---------------- | ------------------------------------------ | --------------------------------------------------------------------------- |
| CSS Nashville                         | Montgomery, Alabama | Mediados de 1863 | 1864                                       | Rendido, 10 de mayo de 1865, vendido por chatarra, 22 de noviembre de 1867. |
| desconocido (CSS Nº 2, probablemente) | Montgomery, Alabama | Marzo, 1863      | Pérdida total constructiva cuando se lanza | Separado, abril de 1864                                                     |
| desconocido                           | Oven Bluff, Alabama | Nunca terminado  | Nunca terminado                            | Nunca terminado                                                             |

## Referencias

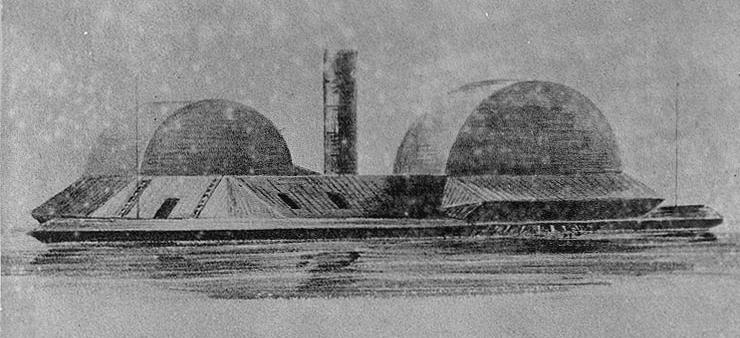
CSS Nashville